# Sierra Mataracú
Die Sierra Mataracú (auch: Sierra Mataracu) ist ein Höhenrücken im südamerikanischen Anden-Staat Bolivien.

## Lage
Die Sierra Mataracú ist eine der bolivianischen Voranden-Ketten und liegt zwischen der Cordillera Oriental im Westen und den weiten Ebenen der Chiquitanía im Osten. Sie erstreckt sich in Nordwest-Südost-Richtung im Departamento Santa Cruz über die Landkreise (bolivianisch: Municipios) Buena Vista, Porongo und El Torno. Im Nordwesten wird der Höhenzug durch den Río Alturas de Yapacaní begrenzt, nach Nordosten durch den Río Surutú, nach Osten durch den Río Piraí und nach Südwesten durch den Río Colorado, seine Gesamtlänge liegt bei etwa fünfzig Kilometern. Zu den höchsten Erhebungen in der Sierra Matacarú zählen der Cerro La Tambora (1522 m) und der Cerro Amboró (1471 m).

## Geographie
Die Sierra Matacarú folgt der Auffaltungsrichtung des Anden-Hochgebirges, ohne die absolute Höhe der zentralen Anden-Regionen zu erreichen, ihre Ostflanke ertrinkt in dem Erosionsmaterial, das in Jahrmillionen in das bolivianische Tiefland gewaschen worden ist. Aus der Sierra Matacarú heraus entwässern zahlreiche kleinere Flüsse in nordöstlicher Richtung, außer dem Río Surutú sind das vor allem der Río Mataracú, Río Saguayo, Río Cheyo, Río Litasama, Río Macuñucu, Río Semayo und der Quebrada Blanco. Der südwestliche Teil des Höhenzuges zusammen mit der daran anschließenden Serranía Tambora ist seit 1973 als Nationalpark Amboró (Parque Nacional Amboró) unter Naturschutz gestellt.

## Erschließung
Die Sierra Matacarú ist fast unbesiedelt und nur durch unbefestigte Straßen erschlossen, die vielfältige Flora und Fauna der semihumiden subtropischen Bergwälder wird jedoch zunehmend durch den Tourismus erschlossen.